# Pattinaggio di velocità ai XXIII Giochi olimpici invernali - 1500 m maschile
La gara dei 1500 m maschile di pattinaggio di velocità dei XXIII Giochi olimpici invernali di Pyeongchang si è svolta il 13 febbraio 2018 sulla pista dell'ovale di Gangneung a partire dalle ore 20:00 (UTC+9).

## Record
Prima della manifestazione il record del mondo e il record olimpico erano i seguenti.
| Record mondiale | 1'41"02 | Denis Juskov Russia     | 9 dicembre 2017 Salt Lake City, Stati Uniti  |
| Record olimpico | 1'43"95 | Derek Parra Stati Uniti | 19 febbraio 2002 Salt Lake City, Stati Uniti |

## Risultati
| Pos.    | Batteria | Corsia | Atleta                | Nazione                      | Tempo   | Distacco | Note |
| ------- | -------- | ------ | --------------------- | ---------------------------- | ------- | -------- | ---- |
| Oro     | 14       | O      | Kjeld Nuis            | Paesi Bassi                  | 1:44.01 | -        |      |
| Argento | 4        | I      | Patrick Roest         | Paesi Bassi                  | 1:44.86 | +0.85    |      |
| Bronzo  | 15       | I      | Kim Min-seok          | Corea del Sud                | 1:44.93 | +0.92    |      |
| 4       | 15       | O      | Haralds Silovs        | Lettonia                     | 1:45.25 | +1.24    |      |
| 5       | 14       | I      | Takuro Oda            | Giappone                     | 1:45.44 | +1.43    |      |
| 6       | 10       | O      | Bart Swings           | Belgio                       | 1:45.49 | +1.48    |      |
| 7       | 17       | I      | Sindre Henriksen      | Norvegia                     | 1:45.64 | +1.63    |      |
| 8       | 18       | O      | Joey Mantia           | Stati Uniti                  | 1:45.86 | +1.85    |      |
| 9       | 18       | I      | Sverre Lunde Pedersen | Norvegia                     | 1:46.12 | +2.11    |      |
| 10      | 8        | O      | Shane Williamson      | Giappone                     | 1:46.21 | +2.20    |      |
| 11      | 16       | O      | Koen Verweij          | Paesi Bassi                  | 1:46.26 | +2.25    |      |
| 12      | 11       | O      | Zbigniew Bródka       | Polonia                      | 1:46.31 | +2.30    |      |
| 13      | 13       | O      | Denny Morrison        | Canada                       | 1:46.36 | +2.35    |      |
| 14      | 9        | I      | Peter Michael         | Nuova Zelanda                | 1:46.39 | +2.38    |      |
| 15      | 11       | I      | Brian Hansen          | Stati Uniti                  | 1:46.44 | +2.43    |      |
| 16      | 12       | I      | Jan Szymański         | Polonia                      | 1:46.48 | +2.47    |      |
| 17      | 5        | O      | Joo Hyong-jun         | Corea del Sud                | 1:46.65 | +2.64    |      |
| 18      | 7        | O      | Sergej Trofimov       | Atleti Olimpici dalla Russia | 1:46.69 | +2.68    |      |
| 19      | 10       | I      | Shani Davis           | Stati Uniti                  | 1:46.74 | +2.73    |      |
| 20      | 13       | I      | Konrad Niedźwiedzki   | Polonia                      | 1:47.07 | +3.06    |      |
| 21      | 17       | O      | Vincent De Haître     | Canada                       | 1:47.32 | +3.31    |      |
| 22      | 2        | O      | Alexis Contin         | Francia                      | 1:47.33 | +3.32    |      |
| 23      | 5        | I      | Mathias Vosté         | Belgio                       | 1:47.34 | +3.33    |      |
| 24      | 3        | O      | Shota Nakamura        | Giappone                     | 1:47.38 | +3.37    |      |
| 25      | 9        | O      | Livio Wenger          | Svizzera                     | 1:47.76 | +3.75    |      |
| 26      | 4        | O      | Reyon Kay             | Nuova Zelanda                | 1:47.81 | +3.80    |      |
| 27      | 12       | O      | Andrea Giovannini     | Italia                       | 1:47.82 | +3.81    |      |
| 28      | 7        | I      | Fedor Mezencev        | Kazakistan                   | 1:48.23 | +4.22    |      |
| 29      | 6        | I      | Konrád Nagy           | Ungheria                     | 1:49.01 | +5.00    |      |
| 30      | 3        | I      | Denis Kuzin           | Kazakistan                   | 1:49.14 | +5.13    |      |
| 31      | 8        | I      | Ben Donnelly          | Canada                       | 1:49.68 | +5.67    |      |
| 32      | 6        | O      | Xiakaini Aerchenghazi | Cina                         | 1:50.16 | +6.15    |      |
| 33      | 1        | I      | Marten Liiv           | Estonia                      | 1:50.23 | +6.22    |      |
| 34      | 2        | I      | Tai William           | Taipei cinese                | 1:50.63 | +6.62    |      |
| -       | 16       | I      | Allan Dahl Johansson  | Norvegia                     | NF      |          |      |